# Maximilian Liebenwein

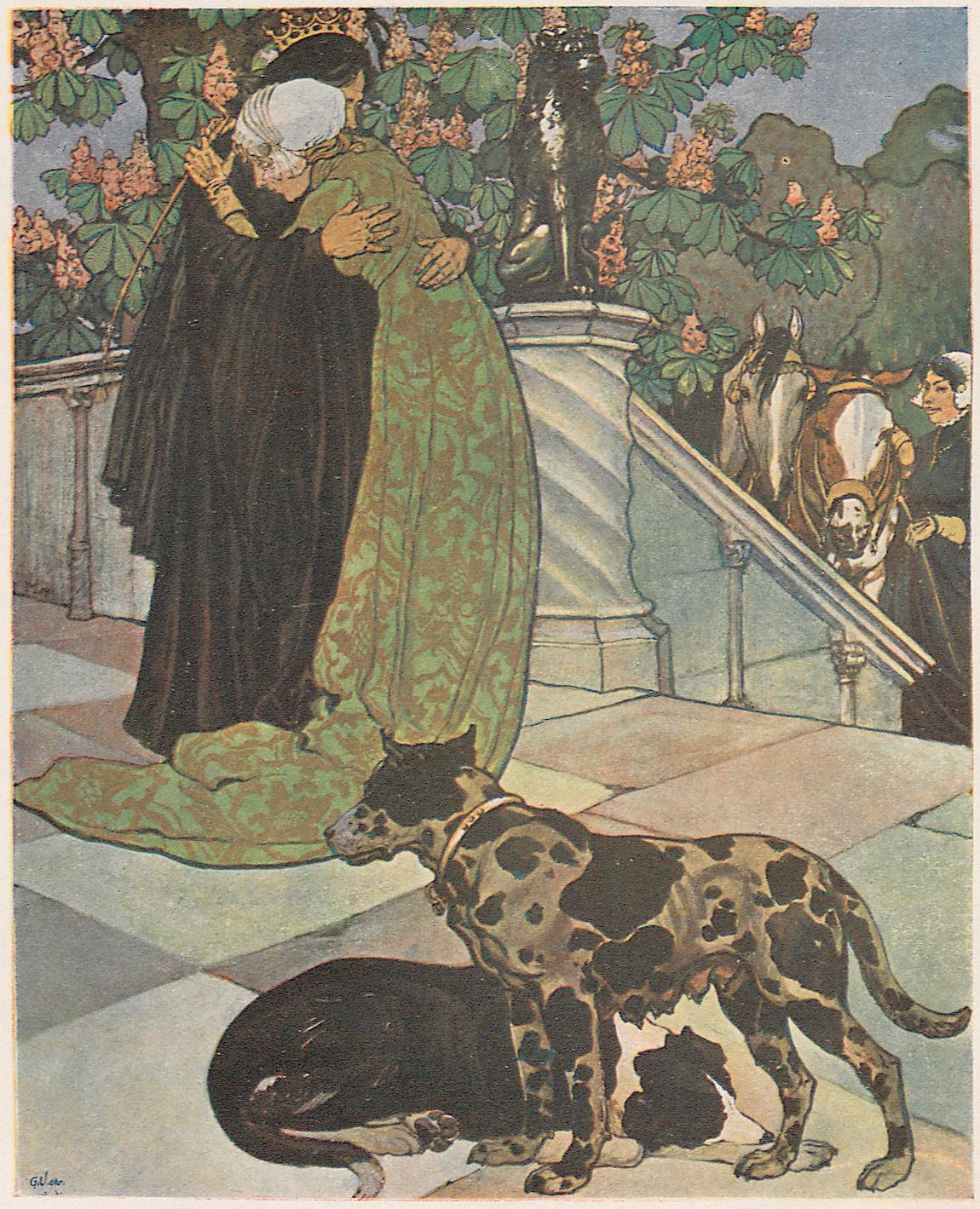
A garota dos gansos

Maximilian Albert Josef Liebenwein (Viena, 11 de abril de 1869 – Munique, 17 de julho de 1926) foi um pintor, ilustrador e designer gráfico teuto-austríaco. Empregou os métodos impressionistas e do Art Nouveau, passando boa parte de sua vida em Viena, Munique e Burghausen, cidades onde participou da comunidade artística ativamente. Foi membro importante da Secessão de Viena, chegando a ser seu vice-presidente e participando de exposições do grupo por diversas vezes.